# Associação de Voleibol da Tailândia
A Associação de Voleibol da Tailândia  (em inglês: Thailand Volleyball Association;  em tailandêsː สมาคมกีฬาวอลเลย์บอลแห่งประเทศไทย, TVA) é  uma organização fundada em 1959 que governa a pratica de voleibol na Tailândia, sendo membro da Federação Internacional de Voleibol e da Confederação Asiática de Voleibol, a entidade é responsável por  organizar  os campeonatos nacionais de  voleibol masculino e feminino no país.